# Keltendorf Mitterkirchen
Das Freilichtmuseum Keltendorf Mitterkirchen ist eines von mehreren in Europa errichteten Keltendörfern, das die Rekonstruktion einer keltischen Siedlung aus der Hallstattzeit (800 bis 450 vor Christus) darstellt.
Das Keltendorf befindet sich in der Ortschaft Lehen in der Gemeinde Mitterkirchen im Machland im Bezirk Perg in Oberösterreich, wo 1980 bis 1990 bedeutsame historische Funde, unter anderem eines Wagengrabes, gemacht und archäologische Ausgrabungen vorgenommen wurden.

## Geschichte
Die Beschlussfassung zur Errichtung eines Freilichtmuseums erfolgte durch den Mitterkirchner Gemeinderat am 15. Dezember 1988 und die Ortsplanerin Helga Lassy wurde mit der Umsetzung betraut. Neben der Infrastruktur wie Zufahrtsstraße und Parkplätze wurde zunächst ein begehbares Hügelgrab zur Veranschaulichung des keltischen Begräbnisrituals rekonstruiert, mit einer Nachbildung des Mitterkirchner Prunkwagens ausgestattet sowie ein erstes hallstattzeitliches Gehöft nach Detailplänen des Archäologen Manfred Pertlwieser errichtet, dem auch die Gesamtkonzeption oblag.
Das Keltendorf wurde bis ins letzte Detail nachprüfbar genauso nachgebaut, wie es ursprünglich entstanden war. Als Glücksfall stellte sich die Beschäftigung rumänischstämmiger Personen heraus, die in ihrer Heimat noch unter relativ einfachen Voraussetzungen gearbeitet hatten. Wie vor 2700 Jahren durften weder Schrauben noch Nägel oder andere technische Hilfsmittel verwendet werden. Die Häuser wurden mit ausgewähltem altem handgehacktem Holz aufgebaut, wofür zwanzig alte Holzstadeln aus der Umgebung angekauft wurden. Auch alle Tische und Bänke wurden nach uralter Handwerkstradition angefertigt. Sämtliche Holzverbindungen wurden durch Einzapfen und handgehackte Holzdübel hergestellt. Das Schilf für die Dächer wurde im Burgenland gekauft, das Stroh von Bauern in Liebenau geerntet und zu Deckschab verarbeitet und von Handwerkern, die noch die Technik des Strohdeckens beherrschten, verarbeitet.
Nach der Teileröffnung 1991 wurden in den Folgejahren weitere Objekte errichtet, sodass nunmehr 20 Gebäude besichtigt werden können. In verschiedenen Werkstätten kann die urzeitliche Handwerkstechnik der Vorfahren von den Besuchern nachvollzogen werden. Eine Novität im Museumsbetrieb waren die angebotenen Workshops, die von den Besuchern in hohem Maße angenommen wurden.
Das Museum wurde vom Donauhochwasser 2002 zerstört und anschließend wieder aufgebaut.
Unter dem Titel Kostbares aus Gräbern – Leben und Tod im hallstattzeitlichen Mitterkirchen bestand von Mai bis Oktober 2010 im Rahmen der grenzübergreifenden Sonderausstellung Donau. Fluch & Segen die Möglichkeit, einen Teil der Exponate der seinerzeitigen Ausgrabungen im Keltendorf Mitterkirchen zu besichtigen.
Mit dem Projekt Medionemeton bewarb sich die Gemeinde Mitterkirchen als Standort für die Oberösterreichische Landesausstellung 2020, wurde jedoch abgelehnt. Die Beschreibung des von Raimund Karl (University of Wales, Bangor) entwickelten Projekts wurde veröffentlicht.

## Beschreibung
Das Keltendorf liegt linksseitig der Flüsse Naarn und Donau auf einer leicht erhöhten Geländetrasse, sodass es früher relativ gut vor Überschwemmungen geschützt war.
Das Museum liegt unmittelbar am Donauradweg und am Donausteig. Durchschnittlich sind jährlich 20.000 Besucher zu verzeichnen.

## Ausstellung der Funde

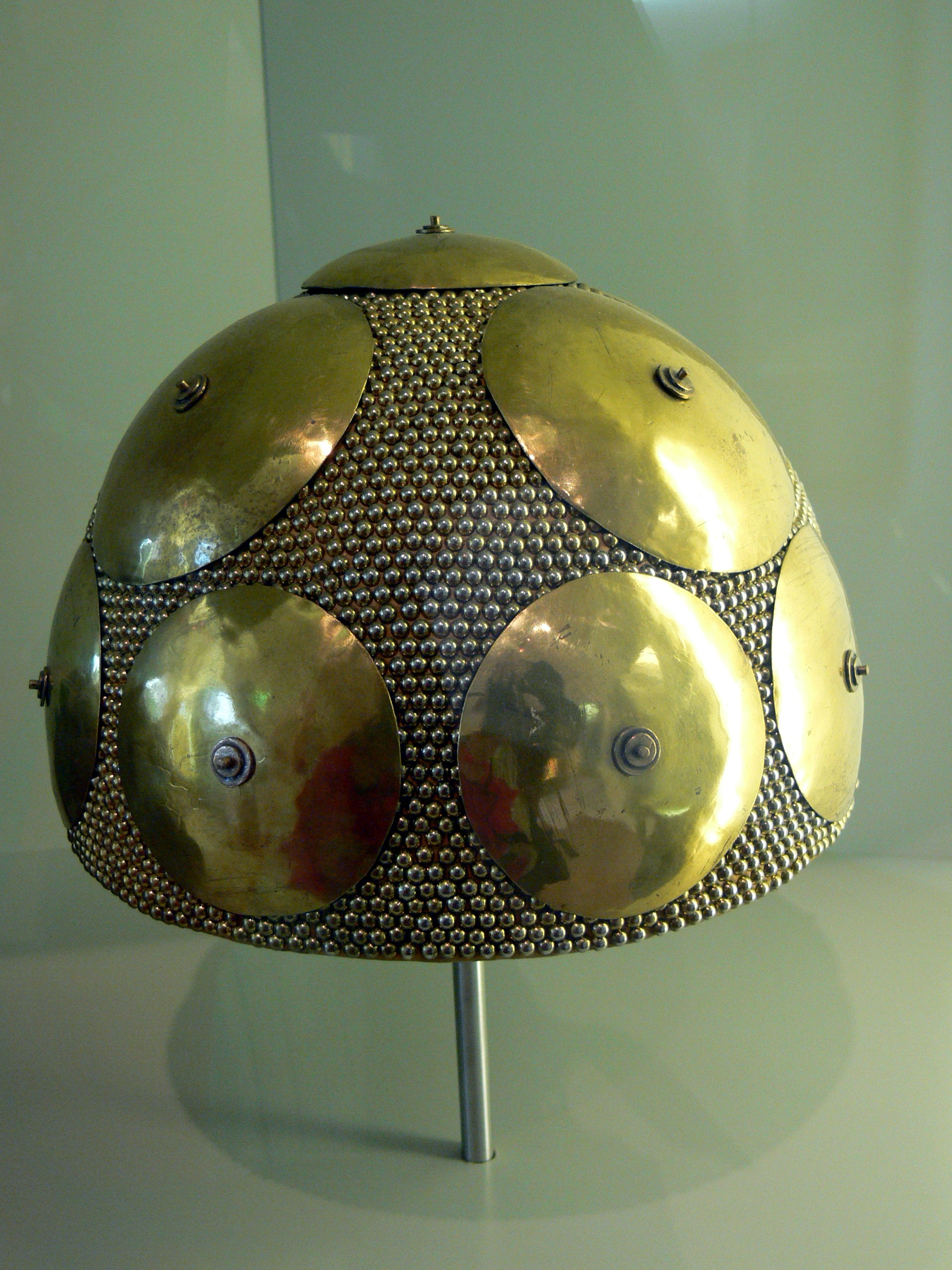
Schüsselhelm, gefunden in Mitterkirchen

Bei den Ausgrabungen in der Ortschaft Lehen in Mitterkirchen im Machland wurde zwischen 1980 und 1990 ein hallstattzeitliches Gräberfeld mit fünfzig Hügelgräbern und achtzig Bestattungen samt reichen Grabbeigaben, unter anderem 900 Gefäßen, freigelegt.
Zu den Funden fanden zwei Ausstellungen des Oberösterreichischen Landesmuseums im Linzer Schlossmuseum statt. Im Jahr 1987 wurde ein Teil der Funde im Rahmen der Europalia in Belgien gezeigt, 2010 im Keltendorf selbst. Fundstücke von Mitterkirchen sind seither in der Regel nur im Schlossmuseum in Linz ausgestellt.

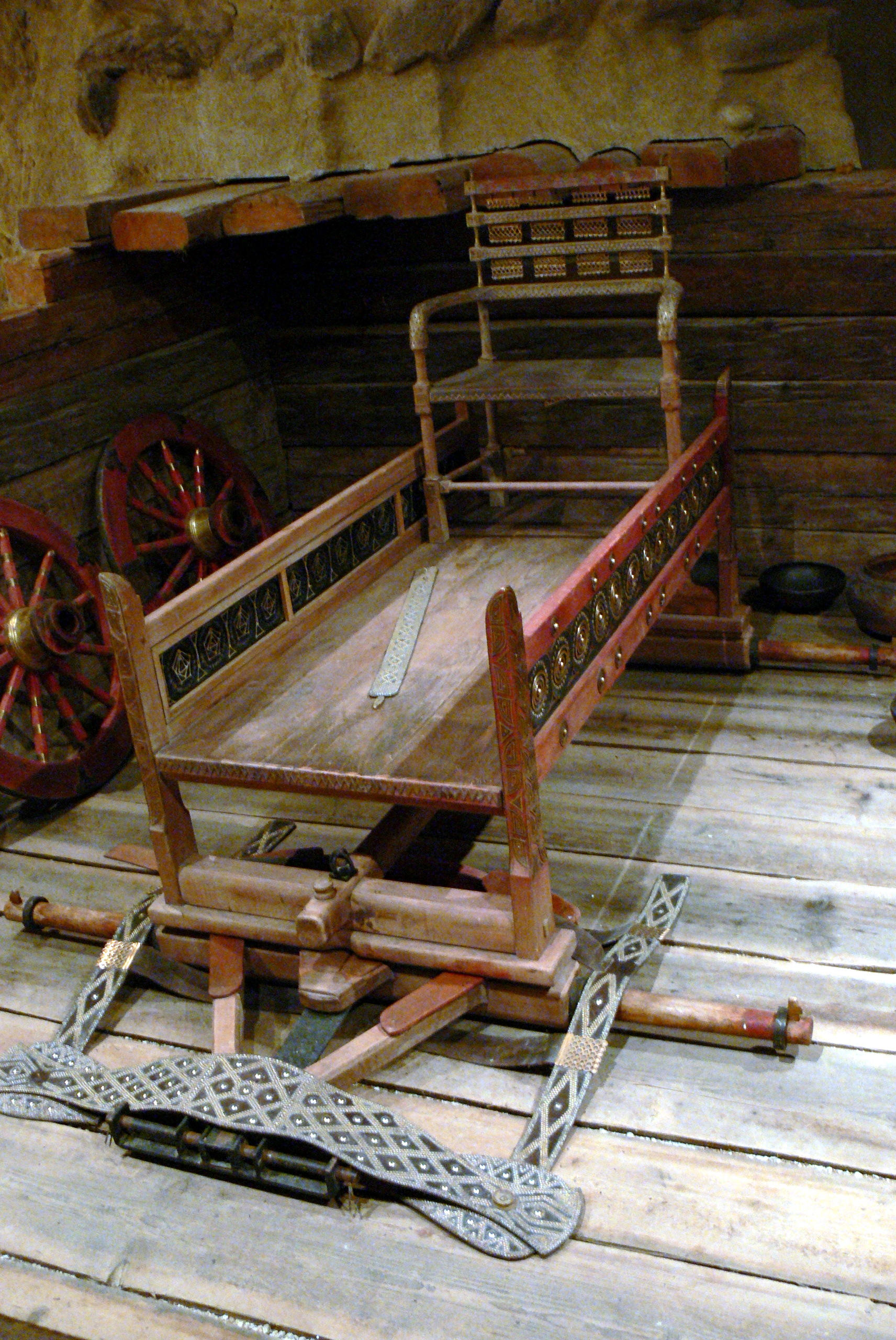
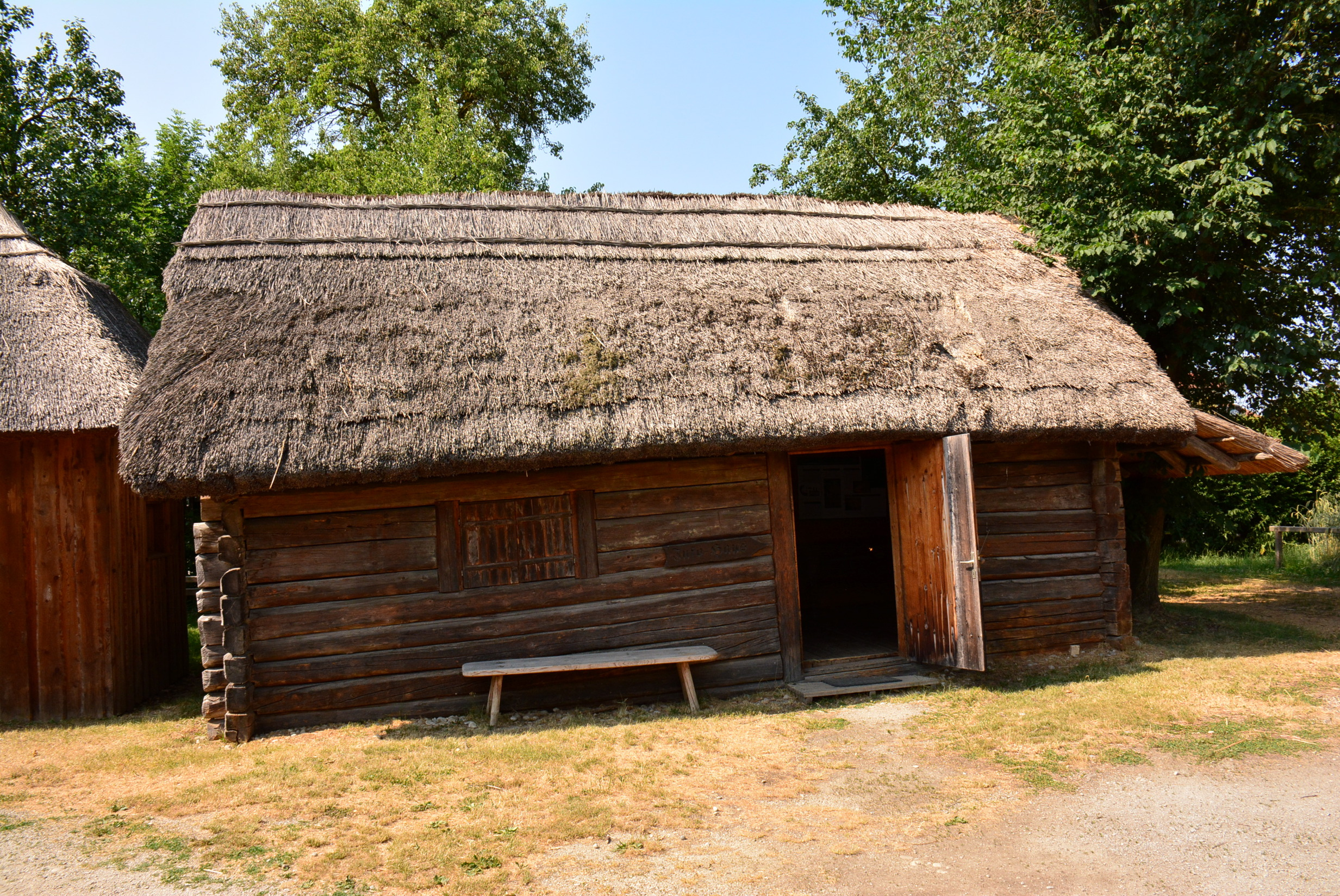
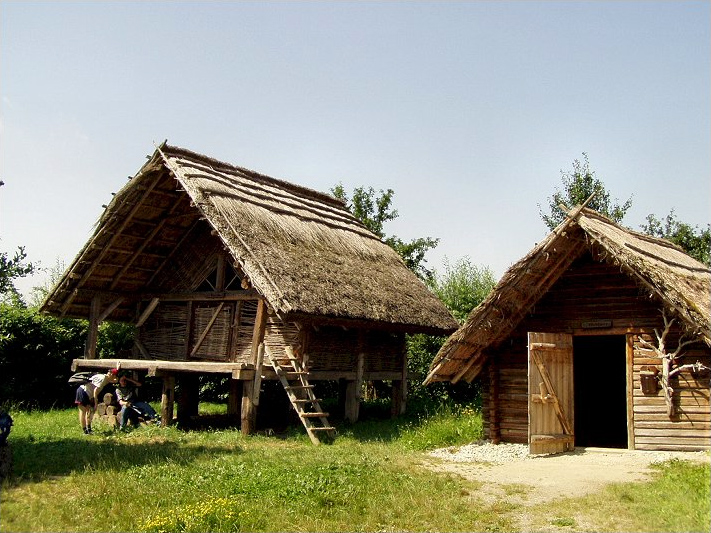
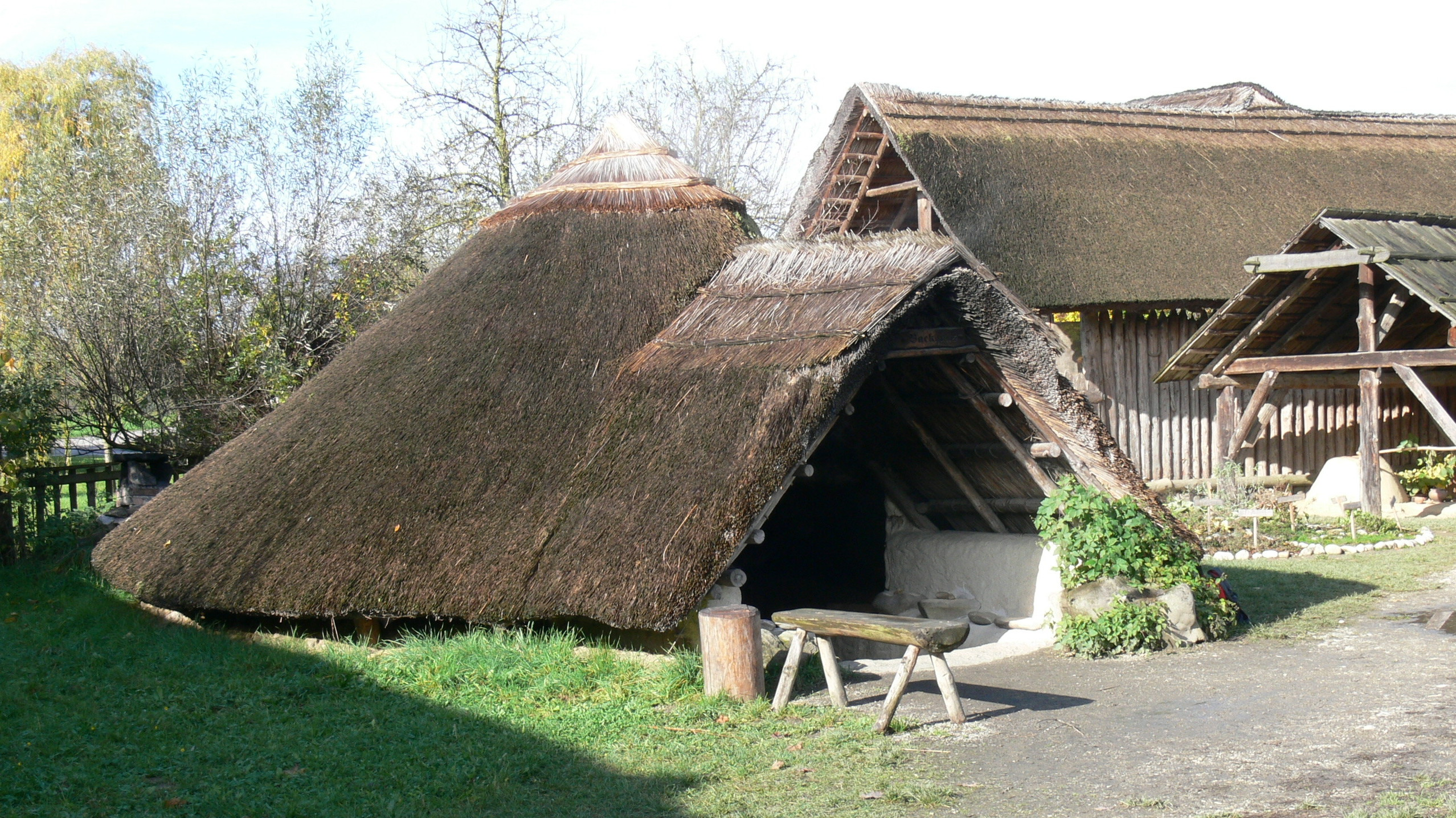
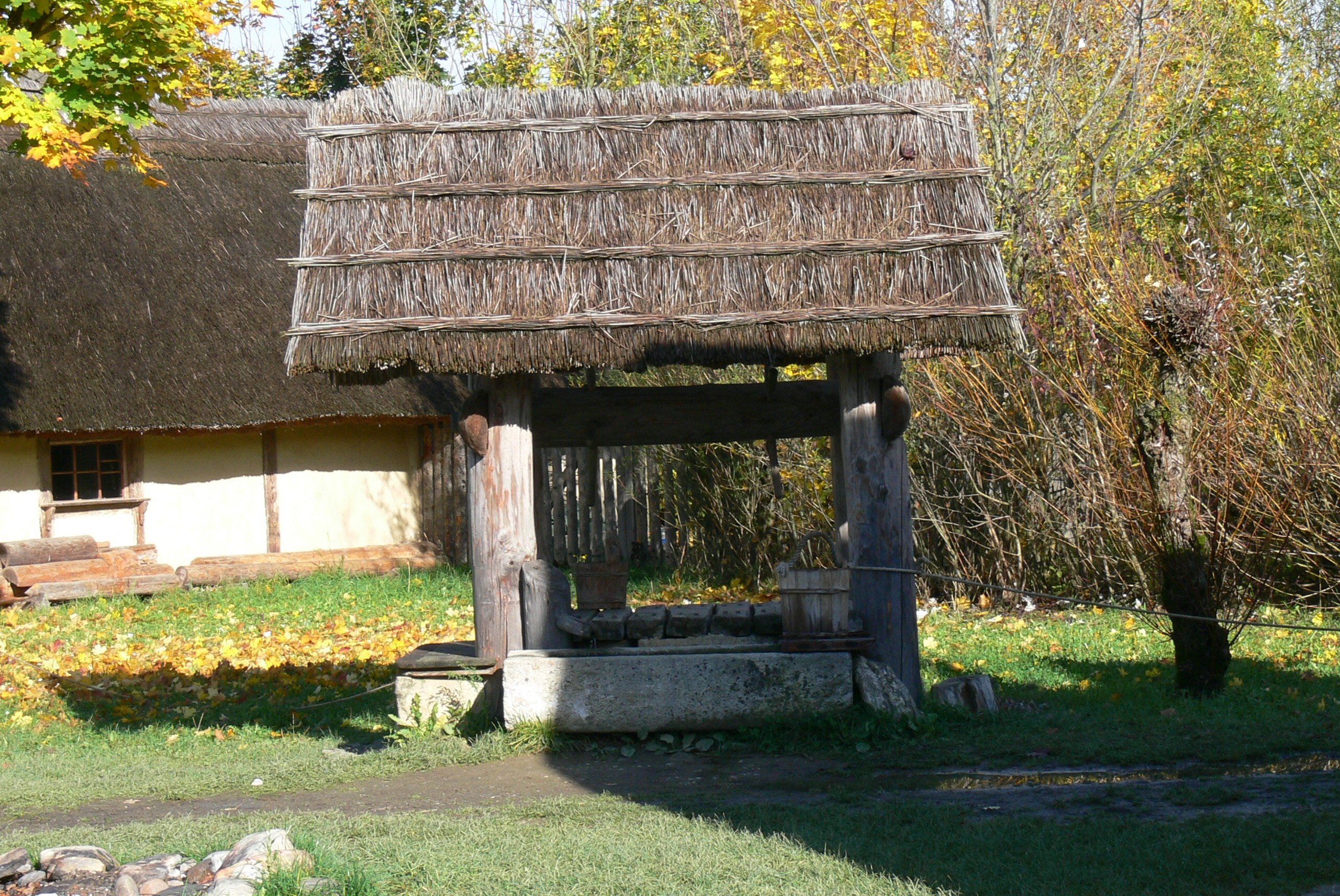
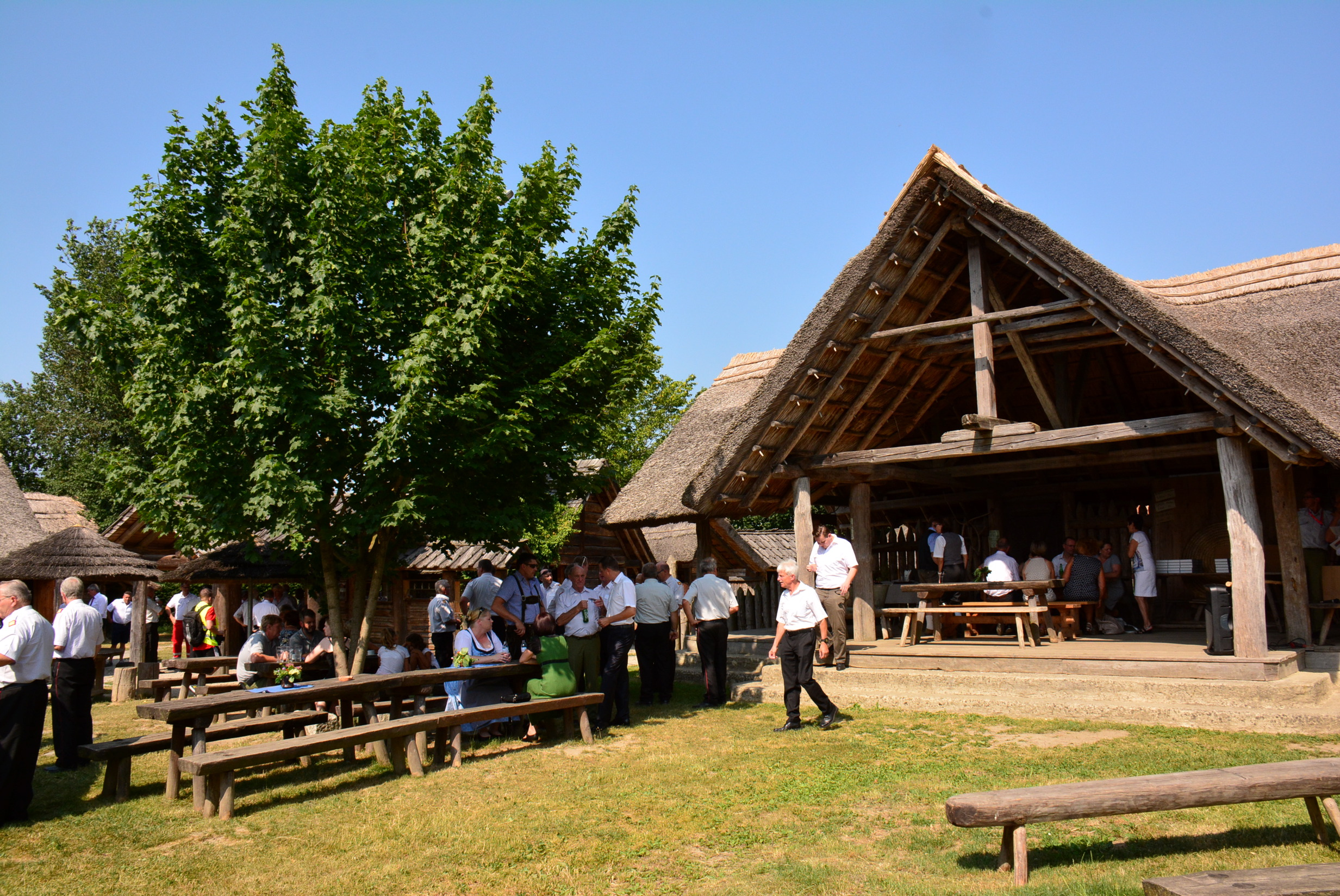